# Ptilodontidae
Ptilodontidae zijn een familie van uitgestorven zoogdieren uit de orde Multituberculata die leefden in het Laat-Krijt en Paleoceen. Uiterlijk hadden ze wel wat weg van eekhoorns, hoewel ze daaraan niet verwant zijn.

## Kenmerken
Deze familie bestond voornamelijk uit dieren met een lange grijpstaart, die fungeerde als vijfde ledemaat. Ook hun voeten met scherpe klauwen waren geschikt om te klimmen. Ptilodontidae hadden een wendbaar enkelgewricht, zodat ze hun tenen achterwaarts konden richten, maar ook wijd spreiden. Deze aanpassing bood hen de mogelijkheid om ondersteboven van een boomstam te rennen.

## Leefwijze
Deze dieren leefden waarschijnlijk in bomen. Ze waren omnivoor, en voedden zich met insecten, wormen en vruchten.

## Vondsten
Fossiele resten zijn voornamelijk in Noord-Amerika gevonden.

## Geslachten
- † Baiotomeus Krause, 1987
- † Kimbetohia Simpson, 1936
- † Prochetodon Jepsen, 1940
- † Ptilodus Cope, 1881